# OFK Beograd
OFK Beograd, bildad 1 september 1911, är en fotbollsklubb i Belgrad i Serbien. Tidigare hette klubben BSK, innan namnet ändrades 1957. Klubben blev jugoslaviska cupmästare 1955, 1962 och 1966. 